# De jacht (album)
De jacht is het vijfde studioalbum van de Nederlandse band Tröckener Kecks, verschenen op lp en cd in 1989.

## Hoes
De albumhoes laat een van bovenaf gefotografeerde zwaan zien. De hoes is een ontwerp van Nico Arzbach met foto’s van Rob Marinissen. De teksten in de hoes zijn van Rick de Leeuw.

## Nummers
| Nr. | Titel                            | Schrijver(s)                                            | Duur |
| --- | -------------------------------- | ------------------------------------------------------- | ---- |
| 1.  | Alleen de nachten                | Leo Kenter, Rick de Leeuw, Rob de Weerd, Theo Vogelaars | 3:36 |
| 2.  | De jacht is mooier dan de vangst | Leo Kenter, Rick de Leeuw, Rob de Weerd, Theo Vogelaars | 3:47 |
| 3.  | Geen gewone jongen               | Leo Kenter, Rick de Leeuw, Rob de Weerd, Theo Vogelaars | 3:07 |
| 4.  | Wacht op mij                     | Leo Kenter, Rick de Leeuw, Rob de Weerd, Theo Vogelaars | 3:18 |
| 5.  | Ver van huis                     | Leo Kenter, Rick de Leeuw, Rob de Weerd, Theo Vogelaars | 4:42 |

| Nr. | Titel                | Schrijver(s)                                            | Duur |
| --- | -------------------- | ------------------------------------------------------- | ---- |
| 1.  | Vanavond voor altijd | Leo Kenter, Rick de Leeuw, Rob de Weerd, Theo Vogelaars | 4:43 |
| 2.  | Czaar Peterstraat    | Leo Kenter, Rick de Leeuw, Rob de Weerd, Theo Vogelaars | 4:36 |
| 3.  | Nummer een           | Leo Kenter, Rick de Leeuw, Rob de Weerd, Theo Vogelaars | 2:55 |
| 4.  | C.S., 04:00 U.       | Leo Kenter, Rick de Leeuw, Rob de Weerd, Theo Vogelaars | 5:15 |

## Cd met bonusmateriaal
In 2000 werd het album door PIAS Recordings geremasterd door Attie Bauw en opnieuw uitgegeven met tien bonustracks.

| Nr. | Titel                                             | Schrijver(s)                                                    | Duur |
| --- | ------------------------------------------------- | --------------------------------------------------------------- | ---- |
| 1.  | De stad die mensen eet                            | Leo Kenter, Rick de Leeuw, Rob de Weerd, Theo Vogelaars         | 1:39 |
| 2.  | Hoop doet leven (LVC, Leiden, Live)               | Leo Kenter, Rick de Leeuw, Rob de Weerd, Theo Vogelaars         | 4:24 |
| 3.  | Vijf voor twaalf (Prince, Controversy Music inc.) | Prince, Leo Kenter, Rick de Leeuw, Rob de Weerd, Theo Vogelaars | 3:14 |
| 4.  | Nu of nooit (Ekkel Horizontaal, VPRO, Live)       | Leo Kenter, Rick de Leeuw, Rob de Weerd, Theo Vogelaars         | 3:20 |
| 5.  | Mooier dan de rest (LVC, Leiden, Live)            | Leo Kenter, Rick de Leeuw, Rob de Weerd, Theo Vogelaars         | 4:01 |
| 6.  | Czaar Peterstraat (RTV-Oost Live)                 | Leo Kenter, Rick de Leeuw, Rob de Weerd, Theo Vogelaars         | 4:41 |
| 7.  | Betaalde liefde (Parkpop, Den Haag Live)          | Leo Kenter, Rick de Leeuw, Rob de Weerd, Theo Vogelaars         | 3:40 |
| 8.  | Ver van huis (Akoestisch)                         | Leo Kenter, Rick de Leeuw, Rob de Weerd, Theo Vogelaars         | 2:24 |
| 9.  | Liever blind (LVC, Leiden, Live)                  | Leo Kenter, Rick de Leeuw, Rob de Weerd, Theo Vogelaars         | 3:21 |
| 10. | L: Alleen de nachten (LVC, Leiden, Live)          | Leo Kenter, Rick de Leeuw, Rob de Weerd, Theo Vogelaars         | 4:54 |
| 11. | R: Meer! Meer! Meer! (De Bliksem, Brummen, Live)  | Leo Kenter, Rick de Leeuw, Rob de Weerd, Theo Vogelaars         | 4:54 |

## Muzikanten
Tröckener Kecks:
- Rick de Leeuw - zang, mondharmonica
- Rob de Weerd - gitaar
- Theo Vogelaars - bas, achtergrond zang
- Leo Kenter - drums

Gasten:
- Thé Lau - keyboard, mandoline
- Paul Berding - saxofoon